# 奪還 DAKKAN -アルカトラズ-
『奪還 DAKKAN -アルカトラズ-』（原題：Half Past Dead）は、2002年にアメリカ合衆国で製作されたアクション映画。
続編として2007年製作の『奪還 2.0』（原題：Half Past Dead 2）が存在する。

## ストーリー
自動車窃盗を行っていたサーシャと相棒のニックは、ある夜取引現場に押し入って来たFBI捜査官達と激しい銃撃戦を繰り広げる。その時サーシャはニックを庇って銃弾を受けてしまい、仮死状態に陥ってしまう。だがその8ヶ月後、奇跡的にサーシャは回復し、ニックと共に刑務所に収監されることになる。その刑務所とは、数多くのハイテク装備を搭載し、再び蘇ったアルカトラズ刑務所だった。
そこでは数多くの凶悪犯罪者が収監されており、その中には伝説の金塊強盗犯である死刑囚レスターの姿もあった。彼は過去に大量の金塊を盗み出したのだったが、その隠し場所は未だに明らかになっておらず、彼自身もそのことを一切話さないまま、間近に迫った死刑執行を待っているのだった。しかし、彼から金塊のありかを聞くために「ワン（1）」と名乗る男が率いる「49」という武装組織がアルカトラズに侵入してくる。サーシャとニックは刑務所内で知り合った仲間と共に、武装組織を迎え撃とうと考える。

## 登場人物
サーシャ・ペトロセヴィッチ
犯罪組織で働く男。
ニコラス・"ニック"・フレイジャー
サーシャの相棒。
レスター・マッケンナ
死刑囚。
ワン / ドナルド・ロバート・ジョンソン
傭兵集団のリーダー。
ジョーン
最高裁判官。
エル・フエゴ
刑務所長。
エレン・ウィリアムズ
特別捜査官。
ジェーン・マクファーソン
判事。
デイモン・J・ケストナー
看守。

## キャスト
| 役名                                  | 俳優                           | 日本語吹替                                                                       |
| ------------------------------------- | ------------------------------ | -------------------------------------------------------------------------------- |
| サーシャ・ペトロセヴィッチ            | スティーヴン・セガール         | 大塚明夫                                                                         |
| ワン / ドナルド・ロバート・ジョンソン | モリス・チェストナット         | 咲野俊介                                                                         |
| ニコラス・"ニック"・フレイジャー      | ジャ・ルール                   | 伊藤健太郎                                                                       |
| シックス                              | ニア・ピープルズ               | 柳沢真由美                                                                       |
| エル・フエゴ刑務所長                  | トニー・プラナ                 | 斎藤志郎                                                                         |
| トゥイッチ                            | クルプト                       | 落合弘治                                                                         |
| リトル・ジョー                        | マイケル・"ベアー"・タリフェロ | 天田益男                                                                         |
| エレン・ウィリアムズ特別捜査官        | クローディア・クリスチャン     | 一柳みる                                                                         |
| ジェーン・マクファーソン判事          | リンダ・ソーソン               | 竹口安芸子                                                                       |
| レスター・マッケンナ死刑囚            | ブルース・ウェイツ             | 小林清志                                                                         |
| デイモン・J・ケストナー看守           | マイケル・マグレイディ         | 北川勝博                                                                         |
| ソニー・エクヴァル                    | リチャード・ブレマー           | 仲野裕                                                                           |
| 役不明又はその他                      |                                | 佐々木敏 西前忠久 飯島肇 水落幸子 清水敏孝 上別府仁資 矢嶋俊作 重松朋 斉藤貴美子 |
|                                       |                                |                                                                                  |
| 演出                                  |                                | 三好慶一郎                                                                       |
| 翻訳                                  |                                | 佐藤恵子                                                                         |
| 調整                                  |                                | 荒井孝                                                                           |
| 制作                                  |                                | 東北新社                                                                         |

## スタッフ
- 監督：ドン・マイケル・ポール
- 製作：エリー・サマハ、スティーヴン・セガール
- 共同製作：フィル・ゴールドファイン、ジェームズ・ホルト
- 製作総指揮：クリストファー・エバーツ、ウーヴェ・ショット
- 共同製作総指揮：ランドール・エメット、ジョージ・ファーラ
- 脚本：ドン・マイケル・ポール
- 撮影：マイケル・スロヴィス
- 音楽：タイラー・ベイツ